# Ochotona macrotis
Ochotona macrotis (Пискуха довговуха) — вид гризунів з роду Пискуха (Ochotona) родини Пискухові (Ochotonidae).

## Морфологія
Довжина тіла від 150 до 204 мм, задні ступні 38—42 мм, вуха 16—20 мм, вага 142–190 грамів. Має коричнево-сіре хутро з відтінком вохри. Лоб, щоки і плечі мають червонуватий відтінок, який більш очевидним влітку. Низ тіла сірувато-білий.

## Середовище проживання
Країни проживання: Афганістан, Бутан, Китай (Ганьсу, Цинхай, Сичуань, Тибет, Синьцзян, Юньнань), Індія, Казахстан, Киргизстан, Непал, Пакистан, Таджикистан. Проживає на висотах від 2300 м до 6400 м. Живе серед валунів і осипів.

## Життя

### Поведінка
Це травоїдний денний вид. Споживає трави та іншу рослинність, гілки, лишайники і мохи. Деякі популяції роблять запаси сухих трав у своїх норах. Нір не риє, живе в щілинах.

### Відтворення
Є, як правило, два виводки на рік, 2—3 дитинча в кожному. Період вагітності становить близько 30 днів. Молодь є зрілою до наступного сезону розмноження. Тривалість життя цього виду становить близько трьох років.

## Загрози та охорона
Серйозних загроз для виду в цілому нема. Проживає в кількох природоохоронних територіях.